# Rhynchopyga aurantiaca
Rhynchopyga aurantiaca är en fjärilsart som beskrevs av Max Wilhelm Karl Draudt 1917. Rhynchopyga aurantiaca ingår i släktet Rhynchopyga och familjen björnspinnare. Inga underarter finns listade.